# بیککولوو (شهرستان شارانسکی، باشقیرستان)
بیککولوو (انگلیسی: Bikkulovo, Sharansky District, Republic of Bashkortostan) یک شهرک در شهرستان شارانسکی استان باشقیرستان کشور روسیه است.